# Zeraphine
Zeraphine est un groupe allemand de dark rock. Il est formé en 2000 par Sven Friedrich et Norman Selbig, anciens membres de Dreadful Shadows. 

## Histoire
Le projet Zeraphine, issu de Dreadful Shadows, répond au début au nom de Helix, qui est abandonné après qu'on a découvert qu'il était déjà utilisé par un autre groupe. Ensuite, le mot hébreu « Seraph » attire l'attention, dont le pluriel « Seraphim » donne naissance au nom définitif « Zeraphine ». Au centre du projet se trouvent Sven Friedrich et Norman Selbig, soutenus par les trois autres musiciens qui apportent leurs idées et constituent également le line-up live. Leur cinquième album, Whiteout, sort le 11 juin 2010.
En plus de son travail en tant que leader de Zeraphine, le chanteur Sven Friedrich se consacre entre autres à son projet de futurepop Solar Fake et donne quelques représentations live avec son groupe Dreadful Shadows, reformé en 2011.

## Style musical
Le style musical de Zeraphine se situe entre le dark rock et le rock alternatif ; des compositions électroniques s'ajoutent parfois aux morceaux chantés en anglais ou en allemand. L'album Kalte Sonne, sorti en 2002, est entièrement chanté en allemand, tandis que Traumaworld, sorti en 2003, est plus axé sur le rock alternatif et presque entièrement chanté en anglais. En 2005 sort l'album Blind Camera,,, qui combine les deux styles musicaux et constitue un mélange de chansons en anglais et en allemand. En 2006, le groupe sort l'album Still, qui contient à nouveau un mélange de chansons en allemand et en anglais et qui est un peu plus dur en comparaison avec les trois albums précédents. En juin 2007, Years in Black, le premier best-of du groupe, sort. Après une pause de trois ans, le groupe sort en 2010 son cinquième album studio, Whiteout, qui est encore un peu plus dur que l'album précédent et contient en grande partie des chansons en anglais. 

## Discographie

### Albums studio
- 2002 : Kalte Sonne (CD, E-Wave Records / Drakkar Entertainment)
- 2003 : Traumaworld (CD et mini-cassette ; E-Wave Records / Drakkar Entertainment) (80e place des charts allemands[8])
- 2005 : Blind Camera (CD et CD+DVD-V; E-Wave Records / Drakkar Entertainment) (33e place des charts allemands[8])
- 2006 : Still (CD, Phonyx Records) (48e place des charts allemands[8])
- 2010 : Whiteout (CD/CD+DVD, BMG Rights Management) (52e place des charts allemands[8])
- 2019 : Tributes (CD, Fanclub Shadowplay e. V. ; limité à 1 000 exemplaires uniquement pour le fanclub)

### Compilation
- 2007 : Years in Black (CD, E-Wave Records / Drakkar Entertainment)

### Singles
- 2002 : Die Wirklichkeit (CD, E-Wave Records / Drakkar Entertainment)
- 2003 : Be My Rain (CD, E-Wave Records / Drakkar Entertainment)
- 2003 : Die Macht in dir (CD, E-Wave Records / Drakkar Entertainment) (61e place des charts allemands[8])
- 2004 : New Year’s Day (reprise de U2) (CD, E-Wave Records / Drakkar Entertainment)
- 2006 : Still Inside Your Arms (CD, Phonyx Records)
- 2010 : Out of Sight (CD, BMG Rights Management)

### Splits
- 2002 : 18 Summers / Zeraphine - Virgin Mary / Kalte Sonne (CD, E-Wave Records / Drakkar Entertainment)